# Nový židovský hřbitov v Benešově
Nový židovský hřbitov v Benešově, založený roku 1883, sousedí s městským hřbitovem v Benešově v ulici K Pazderně a leží necelého půl kilometru na východ od Starého židovského hřbitova. Je chráněn jako kulturní památka České republiky.
Na ploše 2684 m² se dodnes dochovalo kolem 300 náhrobních kamenů (macev), v areálu se nachází také hrob 13 francouzských vězňů ze železničního transportu z roku 1945. Pohřbívalo se zde až do druhé světové války.
Na hřbitově je pochováno několik osobností regionálního významu včetně jejich příbuzných zahynulých v době holokaustu. V severní části hřbitova u ohradní zdi se nachází hrobka Mojžíše Blána (1854–1932), rabína z Golčova Jeníkova. Jeho syn Rudolf Blán (1884–1940) patřil v Benešově k aktivním činovníkům skautingu. Na začátku druhé světové války byl zatčen a zahynul v koncentračním táboře v Buchenwaldu. Poblíž obřadní síně u hlavního vstupu na hřbitov se nachází hrobka Mořice Steindlera (1853–1917), majitele lihovaru a cihelny v Benešově. Na jeho hrobce je uvedeno i jméno syna Josefa Steindlera (1891–1942), který v meziválečném období zastával řadu let funkci starosty v Benešově (1926–1937) a byl popraven za heydrichiády.
Po roce 1984 sem bylo přeneseno několik historických náhrobků ze starého hřbitova, jež byly umístěny poblíž dnes zrekonstruované obřadní síně, která v současnosti slouží coby památník obětem holokaustu.
Poslední benešovská synagoga, postavená roku 1845 na pozemku darovaném knížetem Lobkowiczem a od roku 1945 využívaná jako sbor Církve československé husitské, byla zbořena v roce 1976.

## Galerie

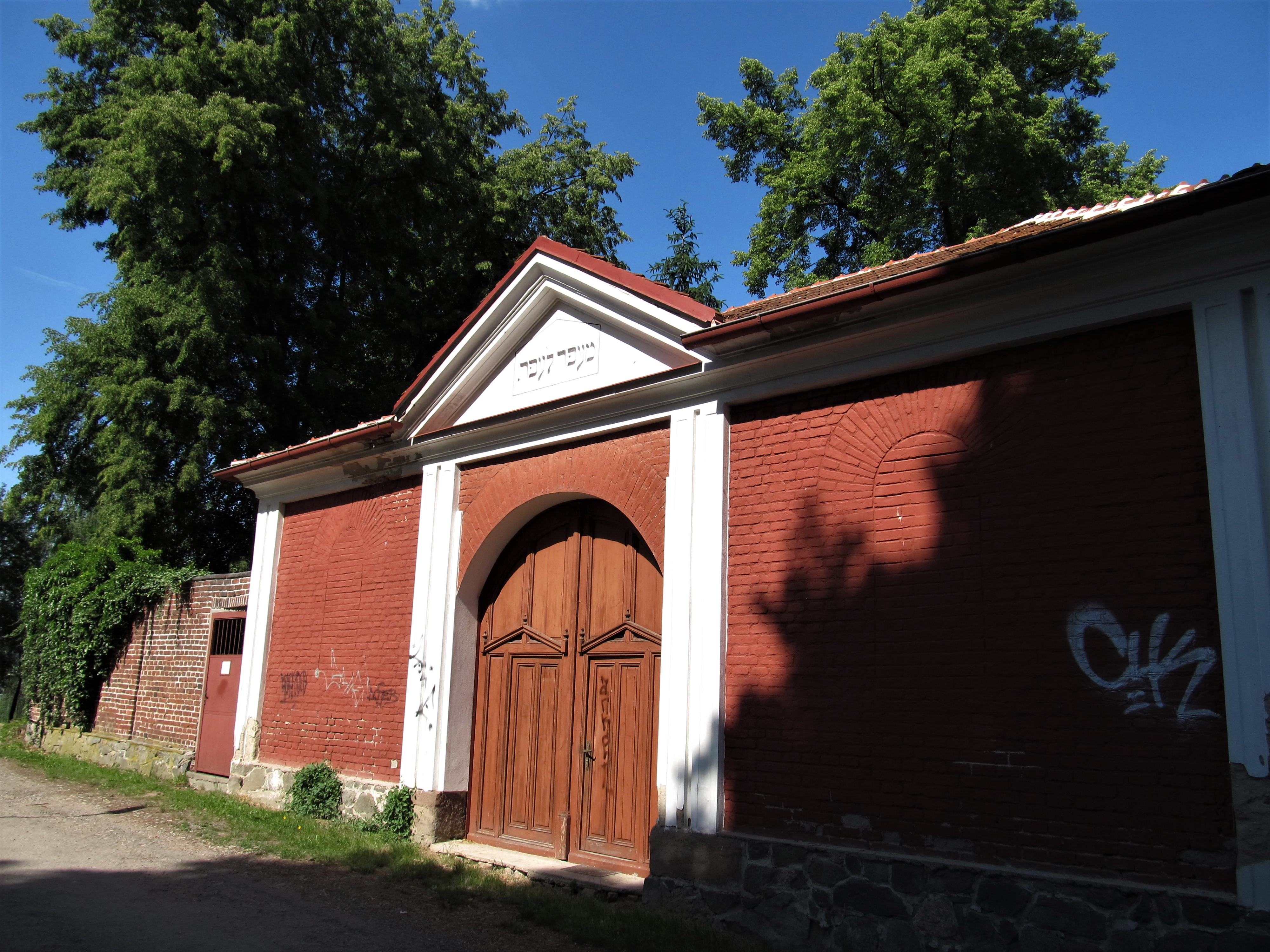
Obřadní síň nového židovského hřbitova v ulici Mezi Hřbitovy
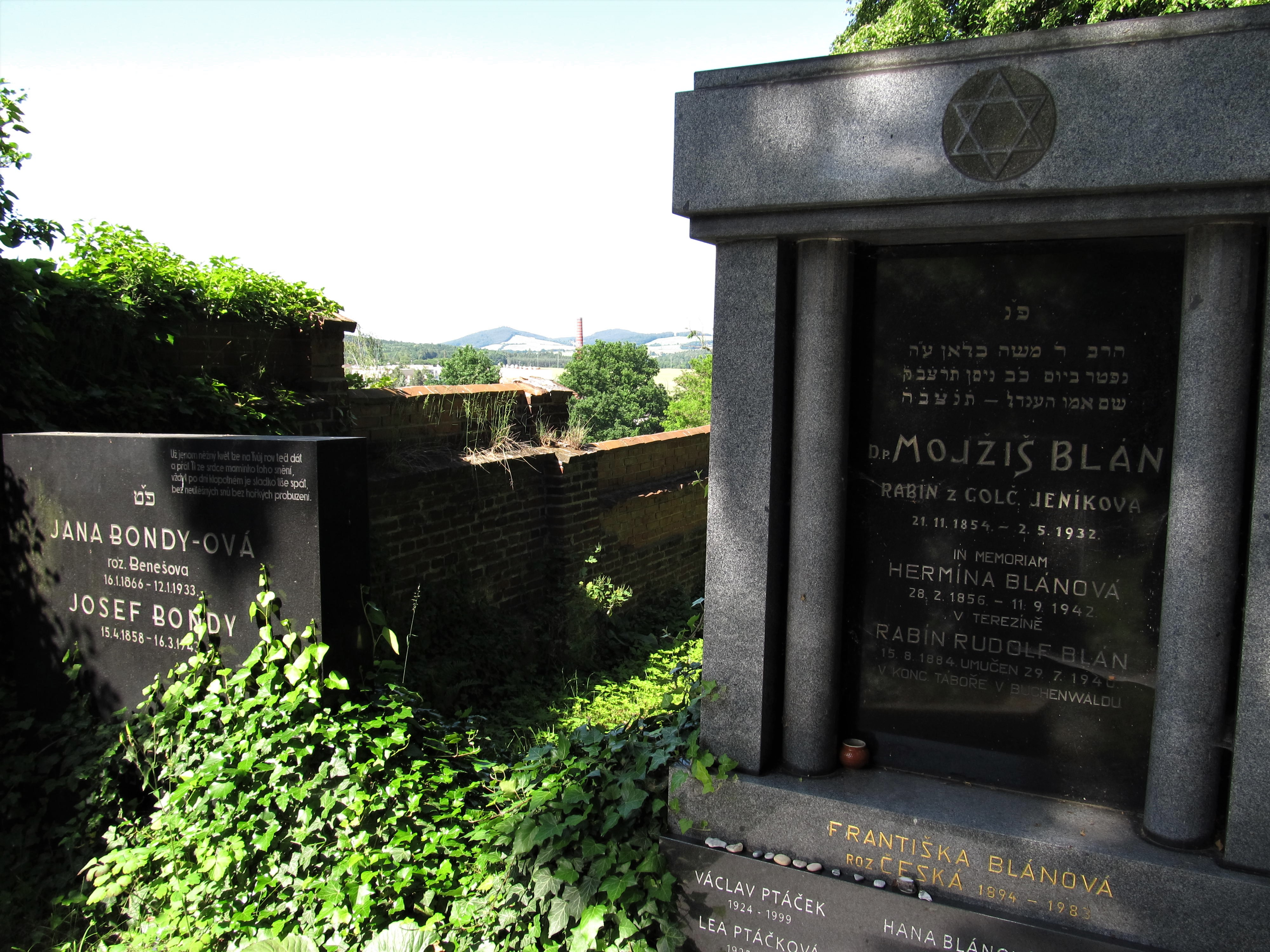
Hrob rabína Mojžíše Blána (1854–1932)
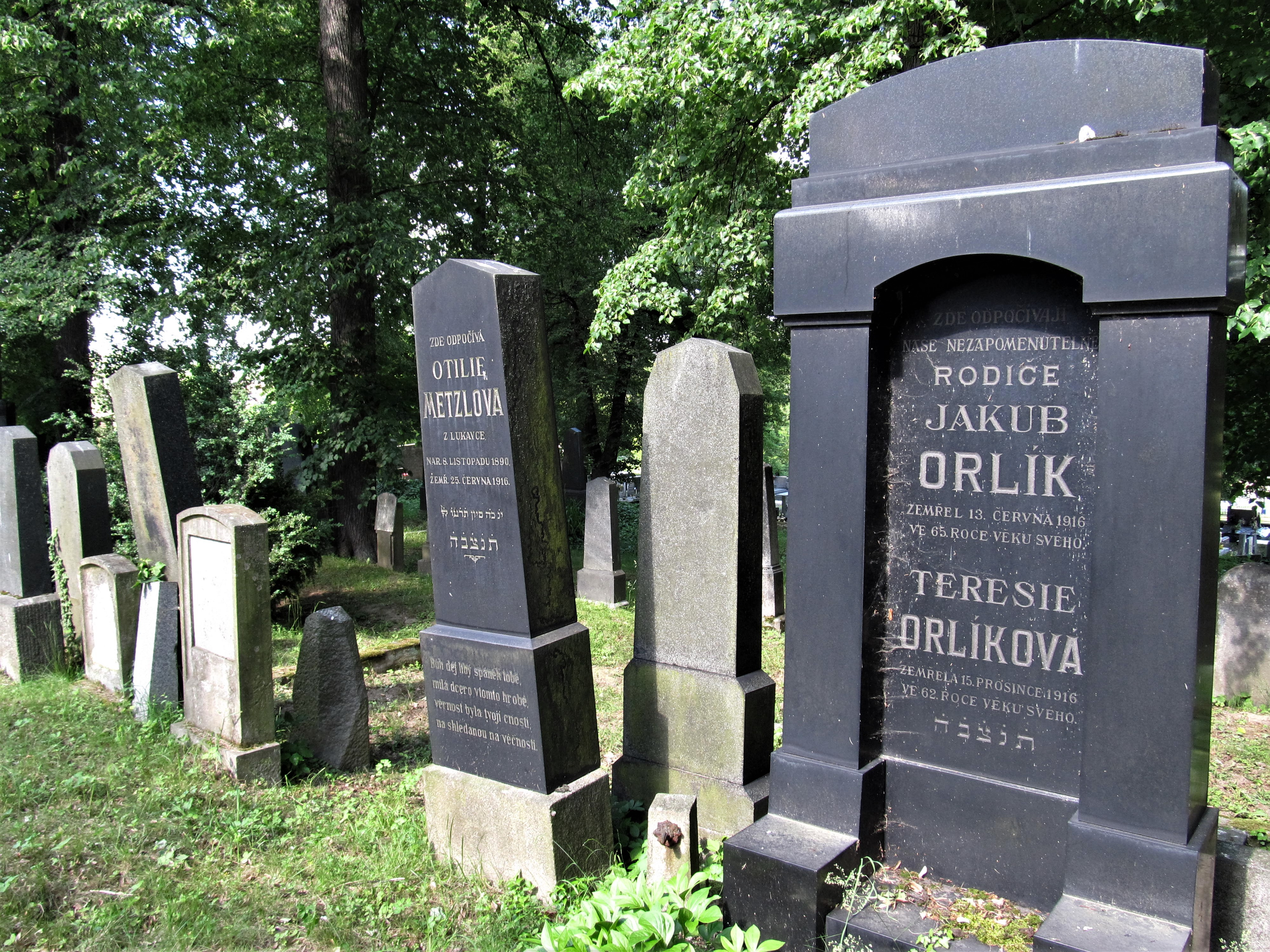
Nový židovský hřbitov v Benešově
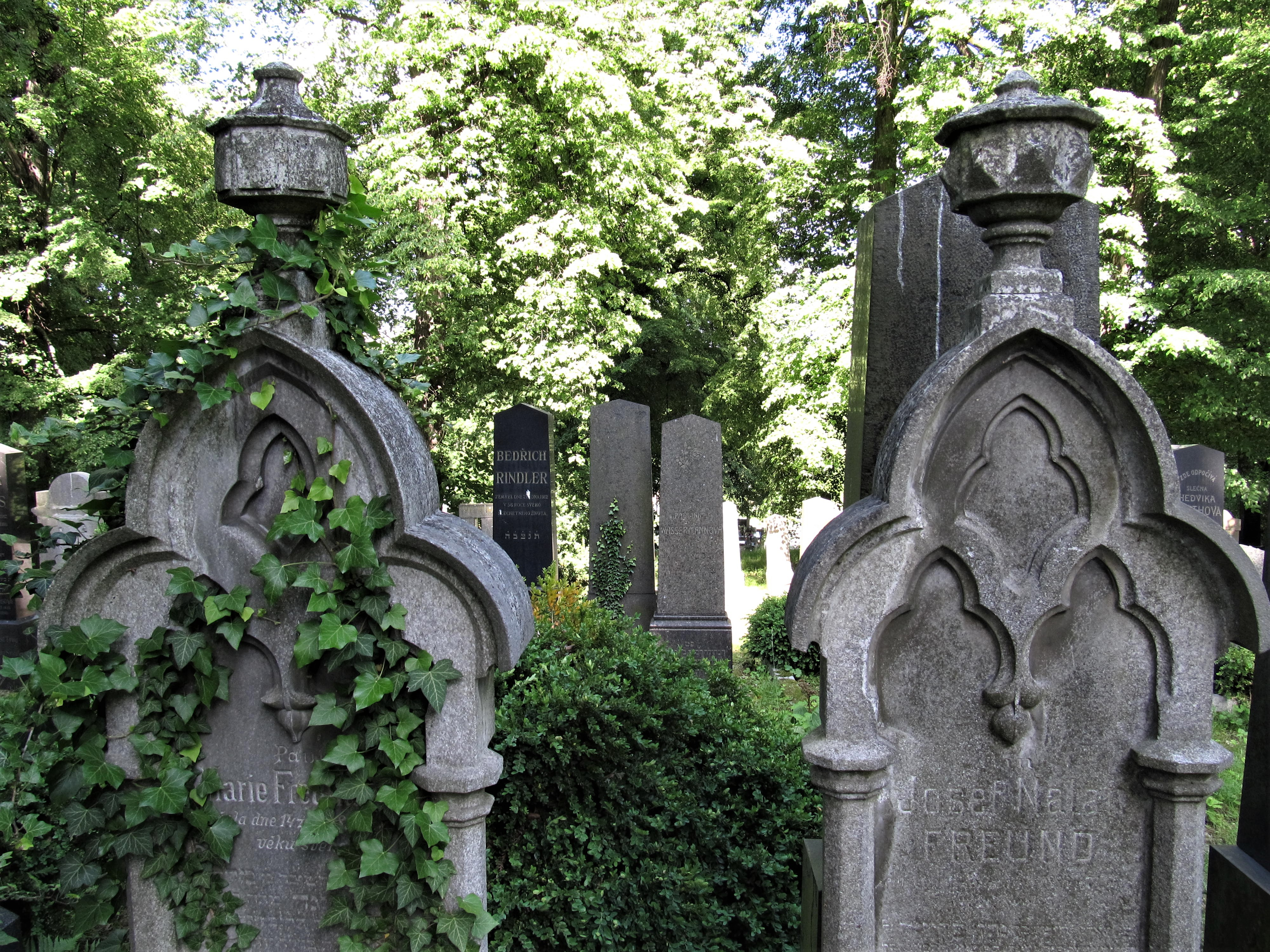
Nový židovský hřbitov v Benešově
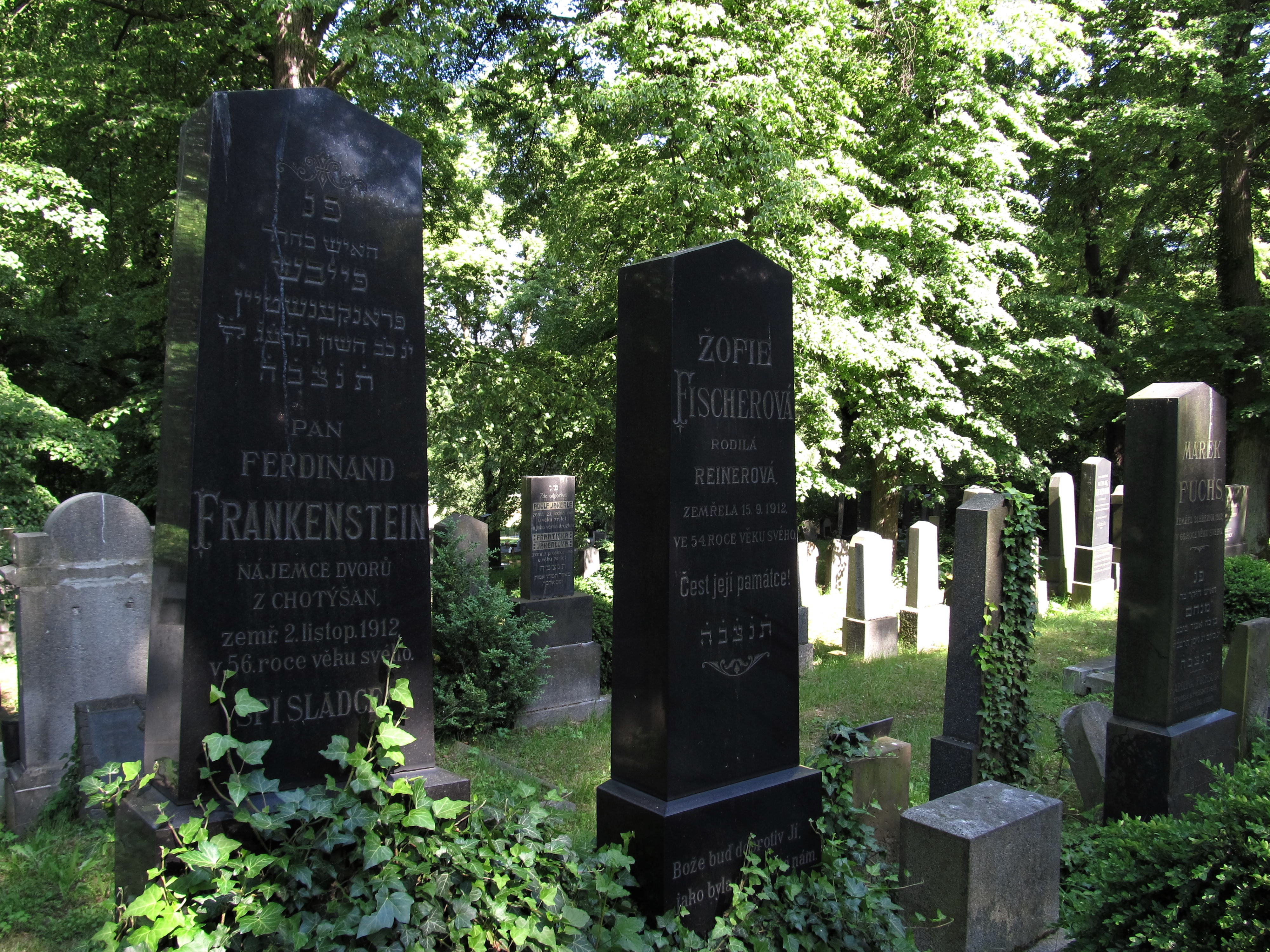
Nový židovský hřbitov v Benešově
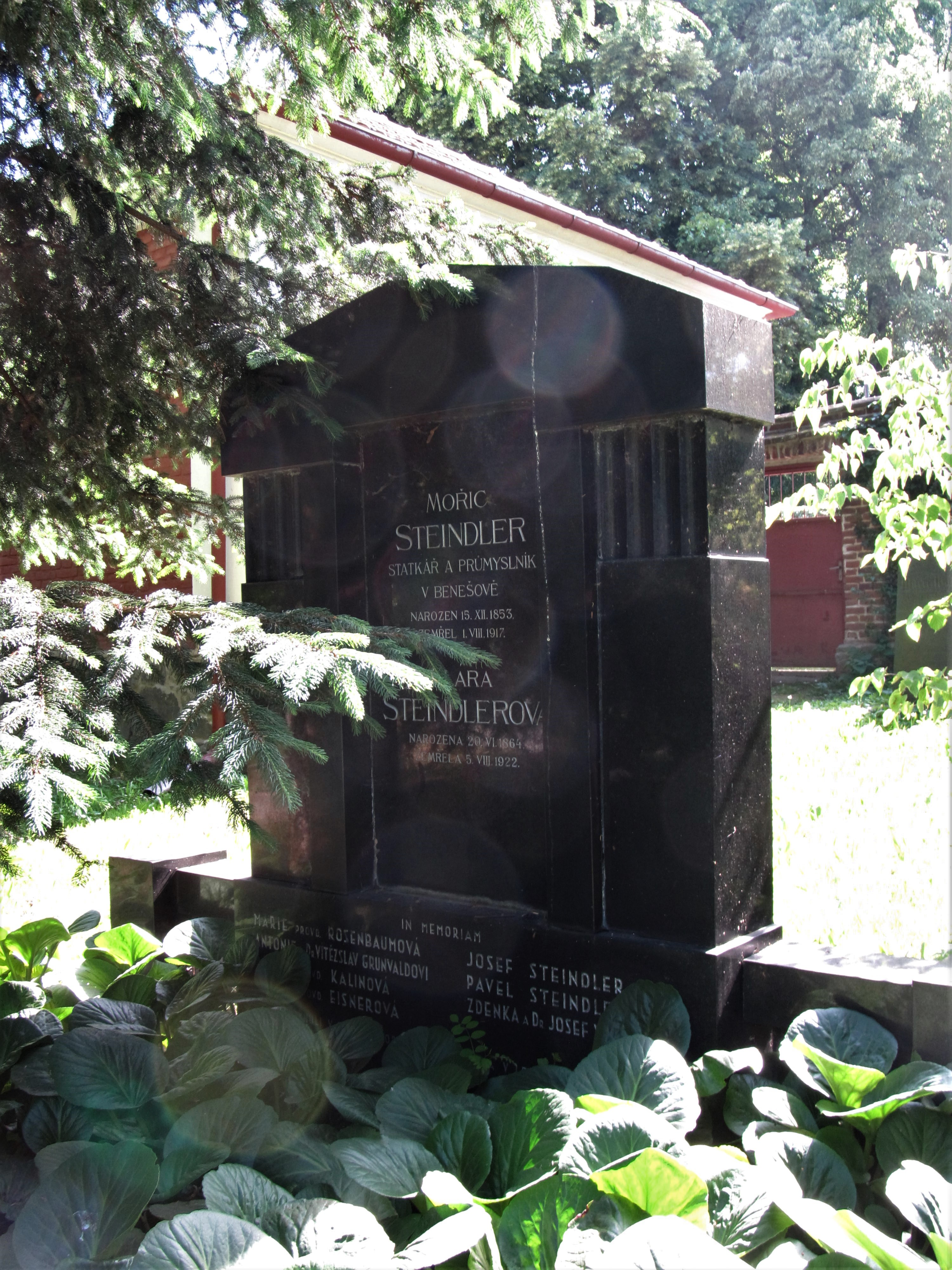
Hrob průmyslníka Mořice Steindlera (1853–1917)